# Tylophora minahassae
Tylophora minahassae är en oleanderväxtart som beskrevs av Rudolf Schlechter. Tylophora minahassae ingår i släktet Tylophora och familjen oleanderväxter. Inga underarter finns listade i Catalogue of Life.